# Les Pompiers (bande dessinée)
Pour les articles homonymes, voir Pompier (homonymie).
Les Pompiers est une série de bande dessinée humoristique éditée depuis 2003 chez Bamboo Éditions qui dépeint le quotidien d'une caserne fictive.

## Albums
- Tome 1 : Des gars des eaux (2003)[1]
- Tome 2 : Hommes au foyer (2003)
- Tome 3 : Le feu de l'amour (2004)
- Tome 4 : Potes au feu (2005)
- Tome 5 : Hommes des casernes (2006)
- Tome 6 : Un homme et une flamme (2007)
- Tome 7 : Graine de héros (2008)
- Tome 8 : La ligue des sapeurs-héros (2008)
- Tome 9 : Feu à volonté (2009)
- Tome 10 : Lance à incidents (2010)
- Tome 11 : Flammes au volant (2011)
- Tome 12 : Pilier de barre (2012)
- Tome 13 : Feu de tout bois (2013)
- Tome 14 : Flammes and co (2014)
- Tome 15 : Tonnerre de braise (2015)
- Tome 16 : Feux départ (2016)
- Tome 17 : Les preuves du feu (2017)
- Tome 18 : Sacré numéro (2019)
- Tome 19 : Seau périlleux (2019)
- Tome 20 : Sauve qui peut (2020)
- Tome 21 : Point de pression (2022)
- Tome 22 : Le petit binôme en mousse (2023)

### Best of
- Best Of "Les Pompiers" : Les Jeunes Sapeurs Pompiers (2010)
- Best Of "Les Pompiers" : Les gestes qui sauvent (2011)
- Best Of "Les Pompiers" : au féminin (2012)

### Hors série
- Les Jeunes Sapeurs Pompiers : Le baptême du feu (2010)
- Les pompiers : Le Bêtisier des véritables interventions (2013)
- Hors série : Les pompiers à travers les âges (2014)